# Accadde in settembre
Accadde in settembre (September Affair) è un film del 1950, diretto da William Dieterle, con Joseph Cotten, Joan Fontaine, Françoise Rosay.
Pianista lei, ingegnere lui, si amano e possono esplicitare le proprie passioni adulterine in una Capri con paesaggi molto pittoreschi dopo essere stati creduti morti. Un melodramma sulle note di September Song di Kurt Weill.

## Trama
La concertista Manina Stuart compera un biglietto aereo nella stessa agenzia dove si reca anche il magnate David Lawrence. Ambedue si troveranno sullo stesso aereo e, quando il velivolo dovrà atterrare a Napoli per un guasto, passeranno il tempo insieme, facendo i turisti. Lui è separato dalla moglie, lei è single: la loro conoscenza scorre su binari perfetti e i due entrano in sintonia. Così, quando mancano per una manciata di minuti il loro aereo in partenza, decidono di regalarsi una breve vacanza a Capri. Manina insiste, però, che la loro amicizia resti platonica. Lui le confessa che vive separato dalla moglie perché il suo lavoro di ingegnere lo porta continuamente all'estero e che la moglie, che aveva accettato di divorziare, aveva ultimamente cambiato idea.
I due si preparano a ritornare negli Stati Uniti quando leggono una notizia che li sconvolge: il loro aereo, quello sul quale non erano riusciti a imbarcarsi, è caduto in mare e i loro nomi appaiono tra i dispersi. David e Manina prendono al balzo l'occasione che sembra aver loro confezionato il destino: decidono di nascondere a tutti la verità, rinunciando alle loro carriere, e di rifugiarsi in una villa in Toscana.
Nel frattempo, negli Stati Uniti, Catherine, la moglie di David, e suo figlio David Jr., piangono la sua morte. Il loro avvocato comunica a Catherine che, prima dell'incidente aereo, David ha affidato una grossa somma di denaro a una donna italiana di nome Maria Salvatini. Catherine piange anche perché non saprà mai se il marito stesse tornando da lei per amore o per mettere fine al loro matrimonio.
La donna che ha ritirato il denaro è Maria, la maestra di piano di Manina, la sua mentore: mentre i due amanti vivono nell'idillio, lei considera il loro un comportamento egoistico e fuori dalla realtà. Tuttavia, consegna il denaro ritirato in banca a David.
David junior e Catherine decidono di andare in Italia e il giovane si reca da Maria Salvatini, credendo che sia stata l'amante del padre. Catherine le rivela che si sente responsabile della morte del marito perché era lei che aveva voluto costringerlo a ritornare negli Stati Uniti con la sua lettera dove gli comunicava il proprio parere contrario al divorzio. Anche se Manina è lì, presente, né lei né Maria dicono niente. Ma David junior riconosce in quella donna una dei passeggeri dell'aereo caduto e, insieme alla madre, si rende conto che il padre può essere ancora vivo e che quella è la sua misteriosa amante. La reazione di Catherine, però, è solo di gioia nel sapere il marito ancora vivo.
David, intanto, lavora a un grande progetto di una diga, ma poi lo abbandona, perché vorrebbe dire rivelare a tutti che non è morto. Manina, vedendo la sua delusione, si reca nell'albergo dove si trovano i Lawrence, ma vi trova solo il figlio. Lui le dice che, pur sapendo la verità, stanno per ripartire e tornare a casa. Le consegna, poi, una lettera per suo padre. Quella notte, David la legge: Catherine gli annuncia che gli concederà il divorzio.
Felice di poter essere finalmente libero, torna al progetto della sua diga, mentre Manina può tornare anche lei al suo lavoro di concertista. Quando rivede Catherine, David le confessa di essere confuso e la ringrazia di come si è comportata. Il concerto di Manina alla Carnegie Hall ha un successo trionfale e lei deve partire quasi subito per una tournée in Sudamerica. I due amanti si rendono conto che la loro passione non può sopravvivere con la stessa intensità di quando si erano trovati soli, lontani dal loro mondo. Incapace di sopportare un amore costruito sul niente, Manina dice addio a David.

## Produzione
Il film fu prodotto dalla Paramount Pictures.
Venne girato in Italia, tra il Lazio, la Campania e la Toscana.
Nel film, si sente la voce di Walter Huston cantare September Song: la registrazione era stata fatta a Broadway nel 1939 per la commedia Knickerbocker Holiday; ne fu fatta una nuova registrazione da usare nel film. Huston morì poco tempo prima che la pellicola fosse distribuita.

## Distribuzione
Fu presentato in prima il 25 agosto 1950 alla Mostra del Cinema di Venezia. Uscì nelle sale italiane il 14 settembre. Negli Stati Uniti, il film fu distribuito dalla Paramount Pictures il 18 ottobre di quell'anno.